# مرکز ملی فیلم ارمنستان

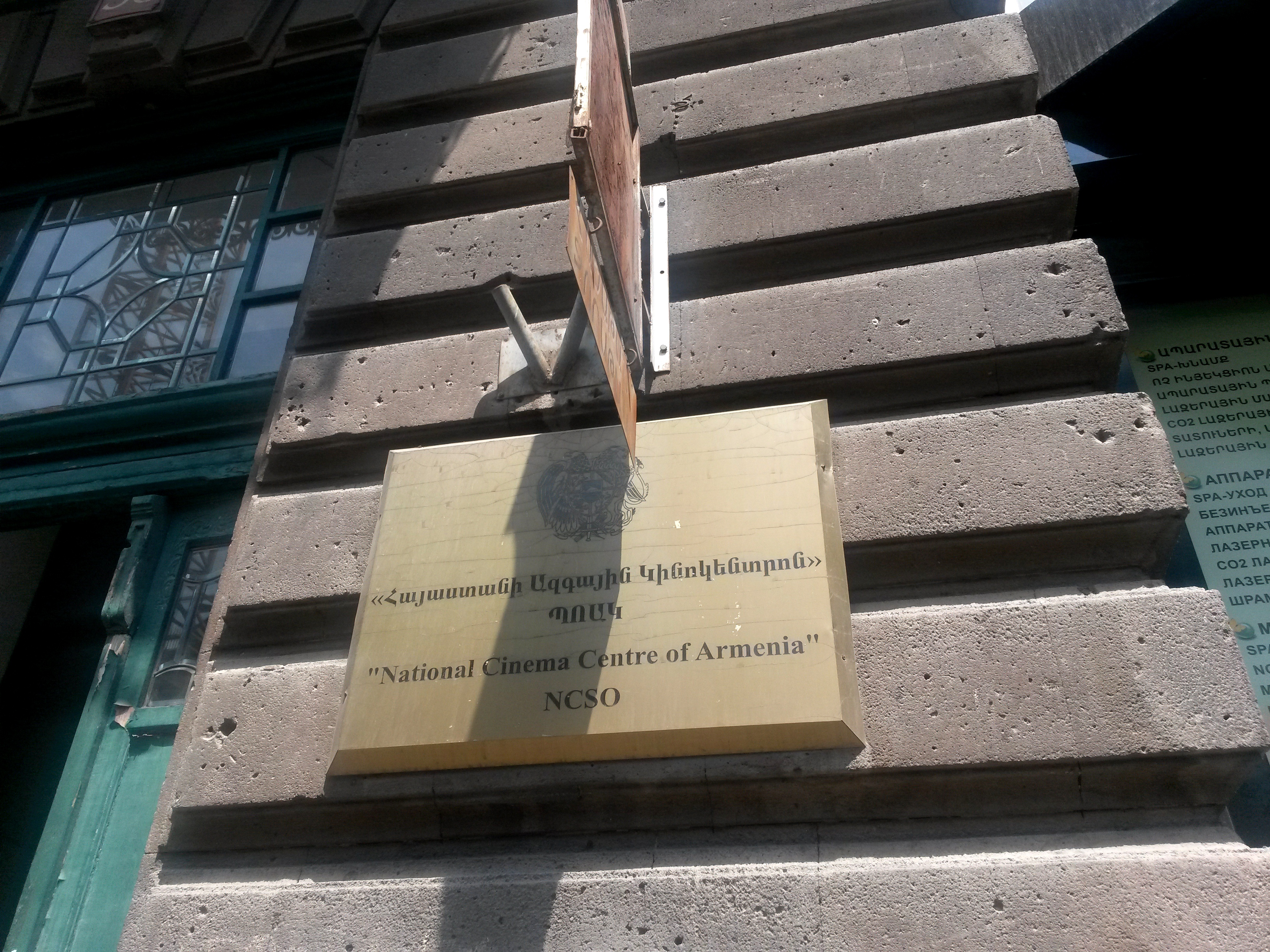

مرکز ملی فیلم ارمنستان (ارمنی: Հայաստանի ազգային կինոկենտրոնի; انگلیسی: National Cinema Center of Armenia (NCSO)) یک شرکت فیلم‌سازی ناسودبر دولتی می‌باشد. این مجموعه در ۱۶ آوریل ۱۹۲۳ تحت عنوان آرمن‌فیلم هامو بیک-نازاریان تأسیس شد و در سال ۲۰۰۶ توسط دولت ارمنستان به نام فعلی تغییر نام داد و رئیس فعلی آن گئورگ گئورکیان می‌باشد.